# 趾龍屬

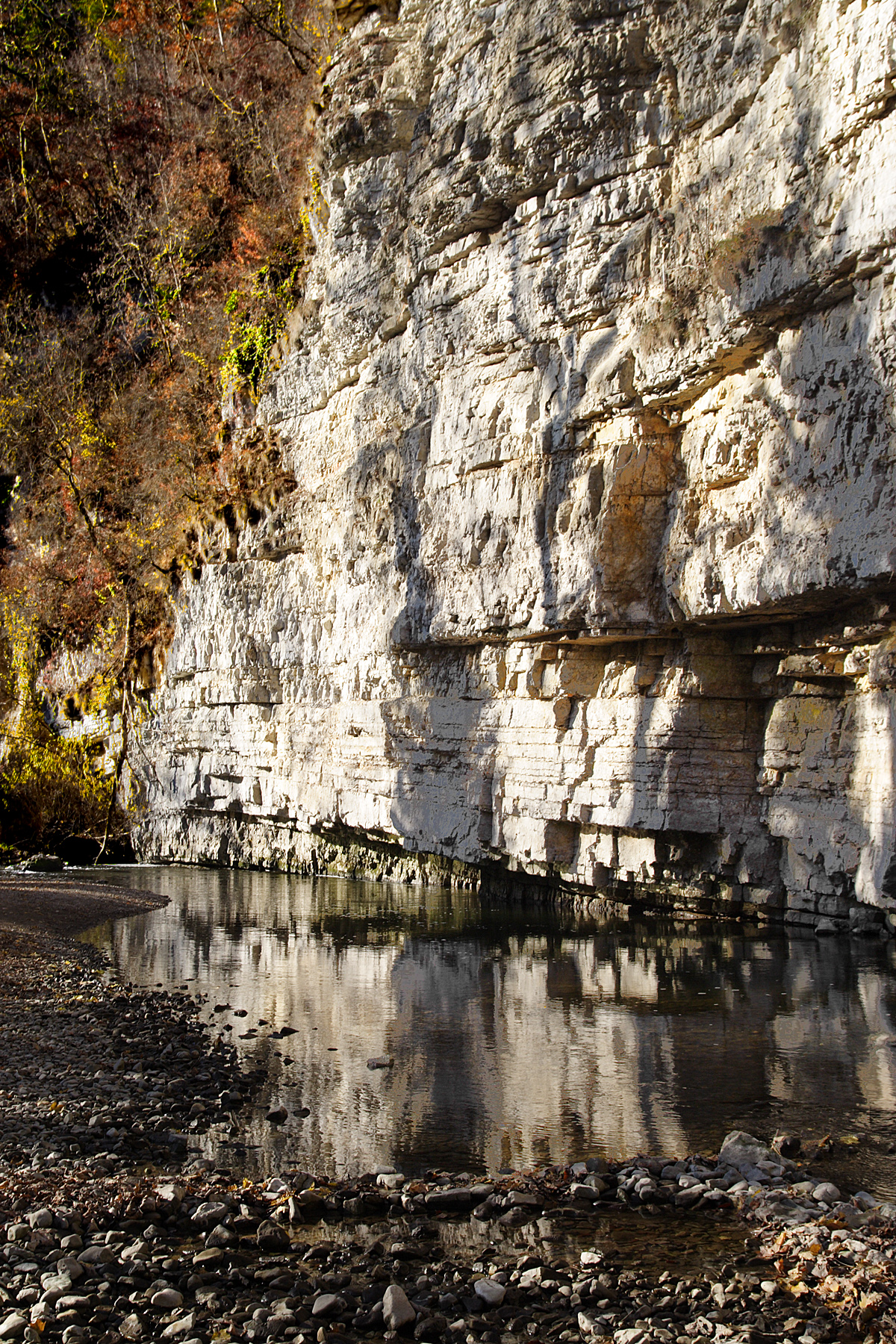
殼灰岩（Muschelkalk）是種石灰岩層，分布於德國，其最下層常發現趾龍的化石

趾龍屬（學名：Dactylosaurus）是種海生爬行動物，屬於幻龍目的腫肋龍科。趾龍與阿納爾龍（Anarosaurus）是已知最早的歐洲腫肋龍類之一。
趾龍的屬名在希臘文意為「手指蜥蜴」。

## 敘述
趾龍的鼻骨癒合、寬廣。下顳孔大，呈腎臟狀。趾龍有17節頸椎，頸肋有前突。上頜骨的兩側寬，增加口鼻部的寬度。
趾龍的模式種是D. gracilis，其正模標本（編號MGUWR WR 3871s）是個身體前段的骨骼。該化石一度被認為與D. gracilis有少許差異，而被建立為第二個種D. schroederi。目前被認為是個D. gracilis的幼年個體，因此D. schroederi成為D. gracilis的次異名。該化石的發現年代較早，因此成為趾龍的正模標本。趾龍的橈骨、尺骨較扭斯汀科龍細；扭斯汀科龍也是種歐洲幻龍類，類似趾龍。趾龍是已知最小的腫肋龍科，貴州龍是種小型腫肋龍類，生存於中國。

## 地理分佈
趾龍生存於三疊紀中期（奧倫尼克階到安尼西階）的歐洲。趾龍的化石發現於Gogolin組的殼灰岩層（Muschelkalk）的最下層。

## 外部連結
- Pachypleurosauridae from Palaeos.com (technical)
- Dactylosaurus from the Plesiosaur Directory